# Sherlock (EP)
Sherlock é quarto EP da boy band sul-coreana SHINee. O CD físico foi lançado em 21 de março de 2012 na Coreia do Sul, mas o álbum foi disponibilizado on-line em todo o mundo em 19 de março de 2012. De acordo com estatísticas divulgadas pelo Gaon, o quarto mini-álbum de SHINee vendeu 135.370 cópias no mês de março, estabelecendo o recorde de maior número de vendas do álbum em março de 2012. O título da canção "Sherlock (Clue + Note)" liderou as paradas de download semanalmente durante 5 semanas e gráfico digital, várias paradas musicais também. Em 27 de março de 2012, Sherlock ficou na 10° posição na  Billboard Heatseekers Albums semanais e 5° na Billboard charts semanais World Albums, respectivamente. No final do ano, Sherlock ficou em 4° lugar na Hanteo Top 50 Chart em 2012.

## Promoção e Recepção
Depois de um ano e seis meses após o lançamento de Hello, Shinee finalmente fez um retorno com o anúncio de seu quarto mini-álbum, Sherlock. SM Entertainment afirmou que este retorno seria "nível de classe mundial com a melhor música de qualidade, desempenho e estilo", enquanto "o álbum contém músicas de vários gêneros, com habilidades de canto atualizado dos membros e vocais únicos". Em 08 de março de 2012 as fotos do teaser dos membros foram reveladas, começando com Minho e terminando com Jonghyun em 12 de março de 2012. Em 18 de março de 2012, um teaser do video de "Sherlock" foi lançado no canal oficial no YouTube da SM Entertainment.
A versão digital de Sherlock foi lançada on-line através de várias fontes de música, como portais de música coreana e iTunes, em 19 de março de 2012. Depois que o álbum foi lançado, o título da canção "Sherlock" alcançou o topo em tempo real e manteve o 1° lugar em várias paradas musicais. Shinee também ganhou muita atenção em paradas musicais mundiais, como nos Estados Unidos, Canadá, Reino Unido e França, e alcançou o 8º lugar no iTunes Top Albums chart. Eles também atingiram a 1° posição no Japão, 6º na Suécia, 9º no Canadá e 1º no México, todos pelo iTunes charts.
As cópias físicas de Sherlock foi lançada em 21 de março de 2012 na Coreia do Sul. Em 22 de Março de 2012, o video musical da música “Sherlock” foi lançado no canal oficial no YouTube da SM Entertainment.  Horas depois Shinee fez seu comeback no M!Countdown onde apresentaram “Stranger” e “Sherlock”.
No final de março de 2012, Shinee vendeu mais de 135.370 cópias físicas.
No final de janeiro de 2013, após LEDApple cover lançado para Mr. Taxi por Girls' Generation, Talking to the Moon por Bruno Mars e Love Song por BIGBANG. Eles anunciaram a versão rock de "Sherlock".

## Lista de faixas
| N.º            | Título                                                   | Letras             | Música                                                          | Duração |  |
| 1.             | "Sherlock•셜록 (Clue + Note)"                            | Jo Yoon Gyung      | Rocky Morris, Thomas Eriksen, Thomas Troelsen, Rufio Sandilands | 3:57    |  |
| 2.             | "Clue"                                                   | Jo Yoon Gyung      | Thomas Eriksen, Thomas Troelsen                                 | 3:37    |  |
| 3.             | "Note"                                                   | Jo Yoon Gyung      | Rocky Morris, Thomas Troelsen, Rufio Sandilands                 | 2:46    |  |
| 4.             | "알람시계" (Alarm Clock)                                 | Jonghyun, Minho    | Niara Arain Scarlett, Philippe-Marc Anquetil                    | 3:59    |  |
| 5.             | "The Reason"                                             | Kwak So Young      | Shim Eun Ji                                                     | 4:17    |  |
| 6.             | "낯선자" (Stranger)                                      | Kim Jungbae, Minho | Kenzie                                                          | 3:13    |  |
| 7.             | "늘 그자리에 (Honesty)" (Always At That Place (Honesty)) | Jonghyun, Minho    | Brandon Fraley                                                  | 3:52    |  |
| Duração total: | Duração total:                                           | Duração total:     | Duração total:                                                  | 25:37   |  |

## Desempenho nas paradas

### Álbum
| País           | Gráfico                            | Posição |
| -------------- | ---------------------------------- | ------- |
| Coreia do Sul  | Gaon Weekly album chart            | 1       |
| Coreia do Sul  | Gaon Weekly domestic album chart   | 1       |
| Coreia do Sul  | Gaon Digital Chart                 | 1       |
| Coreia do Sul  | Gaon Monthly album chart           | 1       |
| Coreia do Sul  | K-Pop Billboard Weekly singles     | 3       |
| Coreia do Sul  | Hanteo Real Time Chart             | 1       |
| Coreia do Sul  | Hanteo Daily Chart                 | 1       |
| Coreia do Sul  | Hanteo Weekly Chart                | 1       |
| Coreia do Sul  | Hanteo Monthly Chart               | 1       |
| Japão          | Oricon Albums Chart                | 13      |
| Taiwan         | Channel V Thailand Asian Chart     | 1       |
| Taiwan         | G-Music Asia Chart                 | 1       |
| Taiwan         | Taiwan's KKBOX K-Pop Daily Chart   | 13      |
| Taiwan         | Taiwan's KKBOX K-Pop Weekly Chart  | 19      |
| Taiwan         | Taiwan's KKBOX K-Pop Monthly Chart | 25      |
| Taiwan         | G-Music Combo Chart                | 3       |
| Filipinas      | Astrovision Weekly album chart     | 4       |
| Filipinas      | Odyssey Weekly album chart         | 9       |
| Hong Kong      | KKBOX K-Pop Daily Album Charts     | 5       |
| Hong Kong      | KKBOX K-Pop Weekly Album Charts    | 6       |
| Estados Unidos | Billboard World Albums             | 5       |
| Estados Unidos | Billboard Heatseekers              | 10      |

| "Sherlock (Clue + Note)" | 1 | 3 | 2 |

| "Note"        | 18 | 49 |
| "Alarm Clock" | 23 | 51 |
| "Clue"        | 24 | 53 |
| "Honesty"     | 26 | 55 |
| "Stranger"    | 27 | 63 |
| "The Reason"  | 31 | 66 |

## Vendas e certificações
| Parada              | Quantidade                                   |
| ------------------- | -------------------------------------------- |
| Gaon physical sales | - 181,415 (2012) - 7,100 (2013) - = 188,515+ |
| Oricon              | 23,680+                                      |